# 破邪巨星Gダンガイオー
『破邪巨星Gダンガイオー』（はじゃきょせいグレートダンガイオー）は、2001年4月5日から同年7月5日まで毎週木曜 27:44 - 28:14にテレビ朝日で全13話が放送された、AIC製作のロボットアニメ。

## 概要
本作放送当初は、OVA『破邪大星ダンガイオー』との関連性が不明であったが、世界観を引き継いだ続編であることが中盤過ぎに判明する。ストーリーは最終回に登場する謎の新ロボット・Gダンガイオーの正体や宇宙海賊バンカーとの勝敗が明らかにならないまま、未完結状態で最終回を迎えた。
監督である平野俊貴は「『弾劾凰』と名のつく作品はみんなちゃんと完結できない運命なんじゃないかって」とコメントしていた（前作『破邪大星ダンガイオー』もストーリーは未完）。

## ストーリー
ある日、日本の九州近海に浮かぶ「双神島」に、宇宙から謎の物体が飛来。凄まじい衝撃と爆風を発生させ、島を壊滅状態に陥れた。
その惨劇から十数年。火島弾正率いる組織「エクスタルタロン」（タルタロスは「地獄」の意味）が巨大ロボット軍団と浮遊基地「コキュートス」で世界各国の都市と軍隊を破壊した後、双神島をも炎に包む。その地下から出現した白き要塞「新未来創世機関アヴァルダ」。宇宙からの侵略者に対抗するために、謎の「財団」が創りあげた超科学研究組織である。アヴァルダから出撃した巨大ロボット「ダンガイオー（弾劾凰）」は、ビーム攻撃衛星を含む各国軍隊に無敵を誇ったエクスタルタロンを瞬時に壊滅させる（第1話）。
その後も、アヴァルタは、その秘密や世界の覇権を狙う地球各地の組織や国家から攻撃を受け、さらに真の敵として備えていた宇宙からの侵略者の先兵「機甲獣」が出現する（第8話）。四方八方の侵略者から地球を守るため、ダンガイオーはいつ果てるとも知れぬ戦いへとその身を投じるのだった。

## 登場人物
天城空也
声 - 鈴木千尋
12月31日生まれ / 血液型：A型 / 年齢：15歳 / 翔凰学園1年C組 / 性格：優柔不断、寡黙 / 特技：射撃、精神統一 / 趣味：磯釣り
主人公。ダンガイオーB（バースト）およびダンガイオーのメインパイロット。本来、パイロット候補であった尊敬する亡き兄 進の意志を継ぎ、弾劾凰のパイロットとなる。性格は気弱で大人しく優柔不断のため、アヴァルタの女性陣のオモチャにされているが、戦闘の際には強い意志と熱血ぶりを見せる。特に狙撃作戦では、類希な集中力を発揮する（第2話）。海潮真波に想いを寄せ、地堂仁美と山形カスミには想いを寄せられるも、女性には全くの奥手であるため、進展は中々見られない。
海潮真波
声 - 川澄綾子
1月28日生まれ / 血液型：AB型 / 年齢：15歳 / 翔凰学園1年A組 / 性格：素直、世話好き、八方美人 / 特技：情報処理 / 趣味：料理
ダンガイオーF（フレイル）のパイロット。記憶力と分析力に優れた天才少女で、情報分析や電子戦を担当。物静かで儚げな雰囲気を持つが、その芯には空也も驚くほどの秘めた強さを持つ。空也には想いを寄せられているが彼女自身は別に想う人がおり、彼女はその人物のために自身の命すらも懸けている（事実、出撃の際、かなり体に負担をかけている）。零戦暁児が迎えに来た時、一度は空也達の前から去ろうとしたが、空也の強い意志に止められ、もう1度空也達と共に出撃する。
地堂仁美
声 - 浅野真澄
5月5日生まれ / 血液型O：型 / 年齢：16歳 / 翔凰学園1年D組 / 性格：粗暴、毒舌壁 / 特技：格闘技（基本は合気道　拳有り絞め有りの我流） / 趣味：バカ騒ぎ全般、セッキョー（説教に非ず）
ダンガイオーX（クロス）のパイロット。熱血、闘魂、勝利を信条とする男勝りの格闘娘で、その強さはX搭乗時の戦闘でも発揮される。気が強くて思ったことをずけずけと言う性格。最初は頼りない空也を軽視していたが、次第に彼の別な一面を知り、次第に心惹かれていく。空也の真波に対する想いにも気づき、その胸中には複雑な思いが去来する。
与那嶺軍司
声 - 青野武
40歳。アヴァルダの総司令にして、弾劾計画の主任で弾劾凰の開発者でもある。ロボット工学の権威。紳士的な外見とは裏腹に、厳格かつ剛直な性格であり、勝利のためには非情な決断を下すこともしばしば。彼が二人の少女の存在を知った時からその計画は始まった。
最終話では、他組織の司令となり、グレートダンガイオーと共に登場する。
色谷美也
声 - 篠原恵美
30歳。アヴァルダの副司令で、弾劾凰の設計者にして美貌の女科学者。高度なエスパーとしての資質があり、超常学の権威でもある。十数年前から精神感応でミア・アリスのメッセージを受け続け、弾劾凰を設計。弾劾計画立案のきっかけを作った。
風巻千里 / 風巻千帆
声 - 勝生真沙子
25歳。アヴァルダの医療担当の総責任者。メガネをかけ、白衣の下にボディコン服。メンバーのカウンセリングなども受け付けながら、ウブなメンバー（主に空也）をからかって楽しんでいる。元ヤンキー。
島龍子
声 - 雪野五月
アヴァルダの広報担当。
珠原鏡子
声 - 三浦七緒子
アヴァルダ司令室のオペレーター。
山形カスミ
声 - 水野愛日
ダンガイオーパイロット候補生。空也に好意を抱いているが、内気な性格のせいか、なかなか告白できずにいる。海水浴では勇気を出して、自分の作ったお弁当をあげようとしていたが、空也の周りに次々と女性が集まって来て、振り絞った勇気を失い、後ろに下がってしまう結果となった。空也のことを「先輩」と呼び慕っている。
月代カオリ
声 - 山本麻里安
11歳。アヴァルタに寝泊りする少女で、エスパーの素質を持っている。色谷のサポート役であり、ダンガイオーパイロット補欠要員でもある。いつもタロット占いをしている。空也のことを「お兄ちゃん」と呼び慕っている。
森梢
声 - 伊藤舞子
メンテナンス要員。
ロムリン
声 - 雪野五月
第8話から登場したサポート用の小型ロボット。どこから送り込まれたのか不明。性格はかなりエロく、与那嶺司令の命令による検査と偽り、色々とやりたい放題する。与那嶺はロムリンの配備を否定したが、宇宙から襲来した機甲獣ゲルフォに苦戦していたダンガイオーは、ロムリンがパイロット3人に送り込んだ刺激信号によって逆転勝利した。その後もアヴァルダ基地に居て、隙を見てはアヴァルダの女性隊員にセクハラ行為をしていた。仁美にはよく蹴られたり踏まれたりしている。
火島弾正
声 - 加藤精三
与那嶺と並ぶ弾劾計画の立案者の一人。しかし、彼が主張していた弾劾凰の無人機論は論戦に敗れ、組織を追放される。彼はその後、雪辱のために強力なロボット軍団を作り上げ、エクスタルタロンを組織して世界の浄化に乗り出した。プロトタイプ弾劾凰を作り上げるほどの天才ではあるが、そのヒネた性格ゆえに人には全く好かれなかった。与那嶺や色谷と同じく、宇宙海賊バンカーの脅威を知る者の1人。与那嶺を「小僧」と見下しており、双神島襲撃で、与那嶺がダンガイオーを完成させていたことに驚愕する。世界を制圧した上でバンカーとの決戦を計画していたが、空也達の乗るダンガイオーにより潰された。
天城進 / ダンガイオーUr
声 - 神谷明
空也の兄。故人。プロトタイプダンガイオーのテストパイロットであり、正規のパイロット候補でもあったが、起動テスト中の事故で機体と共に爆死した。その後、彼の脳はダンガイオーUrに移植される。空也の回想においては、地球を守る強い意志を持ち、弟思いの優しい兄と描写されていたが、ダンガイオーUrとして復活した際には空也を見下し、一切の手加減なしで攻撃し続けた。
零戦暁児
声 - 関智一
謎の少年。時折戦場に現れ戦況を見守る。全てを知る者であり、彼こそが弾劾計画を完了させるカギとなる。その正体はGダンガイオーのパイロット。与那嶺は孤児達をGダンガイオー用の完全な戦闘マシンとして育て上げており、『破邪巨星Gダンガイオー 記録全集』収録のコミックでは彼の訓練の様子が描かれている。普段はクールだが、戦闘の際は勇ましい掛け声を響かせる。また、他者を見下した言動を吐く。真波とは旧知の間柄。
ミア・アリス
声 - 荘真由美
『破邪大星ダンガイオー』の主人公。ターサン博士により、人間兵器に改造された4人のうちの1人のエスパー少女で、バンカーとの死闘の末に残骸となったダンガイオーのコックピット内で仮死状態のまま宇宙を放浪し、故郷である地球に辿り着いた。彼女自身は眠りながらもテレパシーで宇宙海賊バンカーの脅威を訴え続け、それを感応する美也と、与那嶺によって地球製弾劾凰開発は始まった。現在は、アヴァルダ基地の地下奥深くのバイオ水槽内で仮死状態となっている。それを知る者は、与那嶺と色谷と零戦だけ。

## 登場メカ

### ダンガイオー（弾劾凰）
ダンガイオーは弾劾ナンバーズと呼ばれる三体の人型ロボット（ダンガイオーB、ダンガイオーF、ダンガイオーX）が合体して生まれる巨大ロボット。操縦は天城空也が担当する。ミア・アリスのメッセージを受けた与那嶺軍司、色谷美也が開発した。本編開始前、合体はシミュレーションのみだったが、第1話で初合体を成功させる。
合体、分離による高速機動戦を得意とし、陸、海、空など様々な空間での局地戦が可能であるが、パイロットにかかる肉体的精神的負担は凄まじく、長時間の戦闘は生命に関わる。機体の約三割が解析不能のパーツで構成されており、二人の博士とてその全容を完全に把握しきれてはいない。
必殺技は、バーニングブロー、プレッシャーバニングブロー、ダンガイブレード、フレイムアロー、クロストルネード、ストリームブラスター、バーニングプレッシャー、ダブルバーニングクラッシュ、ダブルバーニングブロー、バーニングクロススラッシャー。
プロトタイプであるダンガイオーUrや後継機のGダンガイオーと異なり、単独飛行は出来ない（腰のブースターで短時間なら飛べる）。対空戦でも大抵はバーニングブロウ（ロケットパンチ）で叩き落しており、特に対策は講じられていない。
ダンガイオーB（バースト）
天城空也が操縦。射撃戦用。ダンガイオーの頭部および両腕になる。そのほとんどは弾劾凰のブラックボックス部分で形成されている。
ダンガイオーF（フレイル）
海潮真波が操縦。電子戦用。ダンガイオーの胴体になる。情報収集・分析や攪乱（ジャミング）を担当する弾劾凰の頭脳。エクスタルタロンの量産型ロボット程度なら、遠隔操作で同士討ちさせることができる（第1話）。
ダンガイオーX（クロス）
地堂仁美が操縦。格闘戦用。ダンガイオーの両脚になる。重装甲と高出力を誇る弾劾凰のメインエンジン。

### ダンガイオーUr
ダンガイオーUr（-ウル）とは、火島弾正が開発した人型ロボットでダンガイオーのプロトタイプ。ダンガイオーとの最大の相違点は、パイロット操縦型ではなくロボットに人間の脳を直接移植したものである点（つまり巨大なサイボーグである）。作中では事故で死んだ天城空也の兄、天城進の脳が移植されていた。完成型であるダンガイオーと異なり、収納式の翼「ゴッドウイング」で空を飛ぶことが出来る。なお、回想におけるダンガイオーUrにはコクピットがあった。
外見は白いカラーリング（他2体は黒中心のカラーリング）や頭部デザインなどから、初代ダンガイオーに近い外見になっている（ただし、スマートだった初代と異なり、ガッシリした体格をしている）。
必殺技は、ディストーションパンチ、デスフレイム、ハイドロイレイザー、ゼロキャリバー、ダンガイビーム、ダブルカッターブーメラン、ロッドミサイル、カウンターシャーク、テレポーテーションイレイザー、キャリバー斬、ゴッドトルネード、キラーマイト、バニッシュブリザード。
圧倒的な強さでダンガイオーを、中枢である脳が兄の物であることが空也を苦しめる。最期は迷いを振り切った空也達のダンガイオーの最終兵器「ストリームブラスター」を受けて消滅する。作中、宇宙からの敵（機甲獣）を複数撃破するが、周囲の被害を気にせず大技を使い続け市街地を壊滅させた。

### Gダンガイオー
「グレートダンガイオー」と読む。最終話「無敵! G弾劾凰発進!!」で登場。パイロットは零戦暁児。ダンガイオーと異なり操縦は一人で行うことも可能。ダンガイオーではオミットされていた飛行能力を持ち、収納式のウイング「フェニックスダッシュ」で空を飛ぶ。
ダンガイオーUrとの戦いに辛くも勝利したダンガイオーの前に、宇宙から機甲獣より強力な三体の星機士が現れる。相打ち覚悟でそのうちの一体を倒したダンガイオーだったが、残りの二体に対しては為す術もなくやられる寸前だった。そのとき突然登場したのがこのGダンガイオーある。残りの2体を圧倒的な力で倒したGダンガイオーのパイロット、零戦は空也に言葉を残し、そのままいずこかへと去っていった（オンエア時とDVD収録ではこの際の零戦の台詞は異なる）。
必殺技は、シャイニングブロウ、アトミックフレイム、破邪聖剣、　ダンガイブレイク。また、名称不明だが胸の装飾をブーメランにすることもできる。なお、ダンガイブレードはダンガイオーではビーム剣だったが、こちらは巨大な日本刀である。
関智一は、登場シーンについて「グレートマジンガー的な雰囲気だろうなというのはわかったんで、剣鉄也のイメージで演じました」と語っている。

## スタッフ
- 企画 - 赤羽根徳則、三浦亨、長澤隆之
- 原作・監督 - 平野俊貴
- シリーズ構成 - 植竹須美男
- キャラクターデザイン - 山田正樹
- 総作画監督 - 高岡淳一、山田正樹
- メカニックデザイン - 小川浩、村田護郎
- メカ設定・美術設定 - 寺岡賢司
- メカ総作画監督 - 鴨川浩、橋本敬史、西井正典
- 美術監修 - 加藤浩
- 美術監督 - 佐藤勝
- 美術設定 - 平澤晃弘
- 色彩設計 - 中山久美子
- 音響監督 - 亀山俊樹
- 音楽 - 渡辺俊幸
- 音楽プロデューサー - 長澤隆之
- 制作プロデューサー - 渡辺欽哉、松嵜義之
- プロデューサー - 浅井祐一、日高功、井上博明、頼経康史
- アニメーション制作 - AIC
- 製作 - テレビ朝日、小学館プロダクション、AIC、エイベックス

## 主題歌
オープニングテーマ『Fighting chance』
作詞 - 海老根祐子 / 作曲 - 辻陽 / 編曲 - 安藤高弘 / 歌 - たかはしごう
エンディングテーマ『きみのために愛を』
作詞 - 海老根祐子 / 作曲・編曲 - 辻陽 / 歌 - 山形カスミ（水野愛日）

## 各話リスト
| 話数 | サブタイトル                  | 脚本       | 絵コンテ     | 演出       | 作画監督                                        | メカ作画監督    | 登場ロボットなど |
| ---- | ----------------------------- | ---------- | ------------ | ---------- | ----------------------------------------------- | --------------- | --- |
| 1    | 決戦                          | 植竹須美男 | 平野俊貴     | 野中卓也   | 山田正樹 高岡淳一                               | 渡辺浩二        | - 煉獄獣チェルバロ - 煉獄獣カロン - 煉獄獣プルート - 煉獄獣アルピオ - 量産型ロボット多数（名称なし） - 飛行要塞コキュートス |
| 2    | 踊る大要塞                    | 植竹須美男 | 箕輪風太郎   | 宮田亮     | 日向正樹                                        | -               | - 要塞巨人テュポーン - 鳥ロボ                                                                                               |
| 3    | 強襲! 三大砂漠魔人!?          | 植竹須美男 | 関野昌弘     | 泉明宏     | 高岡淳一 山田正樹                               | 西井正典        | - 強嵐魔人アッバース - 火焔魔人アケメデス - 熱砂魔人ティムル                                                                |
| 4    | 檻の中の砦（アヴァルダ）      | 赤星政尚   | 川島宏       | 川島宏     | 関口雅浩                                        | 西井正典        | - 破壊機王ビルドレンジャー                                                                                                  |
| 5    | 天空の悪魔                    | 赤星政尚   | 村木靖       | 山内東生雄 | 小林多加志                                      | 箕輪悟          | - 集光有翼兵ナイトストーク                                                                                                  |
| 6    | 海王咆吼                      | 植竹須美男 | 玉川達文     | 玉川達文   | 吉川美貴                                        | 西井正典        | - 海魔巨兵シーザスG |
| 7    | 洋上の七変化! 大乱舞! 大沈没! | 赤星政尚   | のりみそのみ | 北川正人   | 日向正樹                                        | -               | - 変型巨艦ダイダロスXV世 |
| 8    | 魔天よりの流星                | 植竹須美男 | 山口美浩     | 山口美浩   | 下司晃生                                        | 玄馬宣彦        | - 探査機甲獣ゲルフォ |
| 9    | 奇襲! 影の刃!!                | 植竹須美男 | 川島宏       | 羽生尚靖   | 久保まさひこ、桑原周枝 しまだひであき、西井正典 | -               | - ガマロボヒキオー - 忍者ロボ暗黒天&大暗黒天                                                                                |
| 10   | 偉大なる戦士                  | 赤星政尚   | 村木靖       | 泉明宏     | 佐藤道雄                                        | 橋本敬史        | - 戦士ブラック・エルク - 探査機甲獣ゾルフォA?C                                                                              |
| 11   | 復活せし過去（モノ）          | 植竹須美男 | 松村やすひろ | 山内東生雄 | 関口雅浩                                        | 明野洋二        | - 弾劾凰ウル |
| 12   | Ur（ウル）の脅威              | 赤星政尚   | のりみそのみ | 川島宏     | 西岡忍 佐藤道雄                                 | 西井正典        | - 弾劾凰ウル - 探査機甲獣ゾルフォ（8体）                                                                                    |
| 13   | 無敵! G弾劾凰発進!!           | 植竹須美男 | 別所誠人     | 別所誠人   | 泉明宏、関口雅浩 寺沢伸介、山田正樹             | 西井正典 鴨川浩 | - 弾劾凰ウル - G・弾劾凰 - 星機士バババルバ - 星機士ブチャール - 星機士イノキルゴ                                           |

## 関連商品
- 破邪巨星Gダンガイオー （DVD全6巻）
- 破邪巨星Gダンガイオー サウンドディメンジョン（サントラCD）
- 破邪巨星Gダンガイオー デスクトップアクセサリ（Windows）
- 破邪巨星Gダンガイオー 記録全集（ムック本）：キャスト・スタッフインタビューなどが収録されている。